# Сем Лојд
Самјуел Лојд Млађи (енгл. Samuel Lloyd Jr.; Вестон, 12. новембар 1963 — Лос Анђелес, 30. април 2020) био је амерички глумац, певач и музичар, најпознатији по улози Теда Бакланда у серијама Стажисти и Кугар таун. Његов стриц је Кристофер Лојд, такође познати глумац. Преминуо је 30. априла 2020. године од последица тумора мозга.